# 堤純花
堤 純花（つつみ すみか、1980年5月13日 - ）は、クラシック音楽を中心に活動するサクソフォン奏者。

## 人物
3歳からピアノをはじめる。小学4年生よりサクソフォンを始める。2003年名古屋音楽大学音楽学部器楽学科(第2器楽)首席卒業。同大学2年間特待生。在学中、同大学定期演奏会、卒業演奏会に出演。
ファブリス・モレティによるマスタークラスを2度受講。ジャン・ルデューによるサクソフォンカルテットのマスタークラスを受講。クラシカルサクソフォンを亀井明良、小串俊寿に師事。ジャズサクソフォンを平井英治尊に師事。ピアノを桜井雅、マイヤー兼松るり子に師事。声楽を馬場浩子に師事。

## 社会活動
- 矢木楽器蟹江店講師（愛知県）
- 桑名ヤマハウイング北勢堂講師
- 松栄堂楽器本店講師
- アクアウォーク大垣JEUGIAカルチャーセンター講師
- モレラ岐阜JEUGIAカルチャーセンター講師
- 名古屋音楽大学付属音楽アカデミー音楽教室講師(非常勤職員)
- 名古屋音楽大学研究員。
- 亀井明良サクソフォン四重奏団メンバー。